# Stereonychus fraxini
Il ciono del frassino (Stereonychus fraxini (De Geer, 1775)), è un piccolo coleottero appartenente alla famiglia dei Curculionidi. 

## Biologia
Compie generalmente una sola generazione all'anno, con svernamento da adulto. 
Da fine marzo ad aprile gli adulti si risvegliano dalla diapausa, ricominciano ad alimentarsi e dopo un piccolo periodo iniziano gli accoppiamenti. 
Le larve sono di colore giallastro con capo nero e abitualmente si nutrono sulla pagina inferiore delle foglie provocando le classiche erosioni.